# Germana
Germana ist ein weiblicher Vorname.

## Herkunft und Bedeutung
- Aus den althochdeutschen Elementen ger „Speer“ und  man „Mann“[1][2], siehe German (Vorname)
- Aus dem lateinischen germana „Schwester“[1] oder „Germanin“[3]

## Varianten
Germaine

## Namensträgerinnen
- Germana Calderini (* 1932), italienische Schauspielerin und Synchronsprecherin
- Germana Fabiano (* 1971), italienische Schriftstellerin (Pseudonym)
- Germana Fleischmann (* 1957), Südtiroler Schriftstellerin und Künstlerin
- Germana Focke-Genowa (1905–1992), böhmisch-bulgarische Architektin, Innenarchitektin, Möbeldesignerin und Fachautorin
- Germana Fösleitner (* 1941), österreichische Politikerin (ÖVP)
- Germana Malabarba (1913–2002), italienische Turnerin
- Germana Porcu (* 1988), italienische Violinistin
- Germana Sperotto (* 1964), ehemalige italienische Skilangläuferin